# Поездка в Америку
«Поездка в Америку» (англ. Coming to America) — американский романтический комедийный фильм 1988 года режиссера Джона Лэндиса, основанный на истории, первоначально созданной Эдди Мерфи, который также играет главную роль. В фильме также снимаются Арсенио Холл, Джеймс Эрл Джонс, Шери Хедли и Джон Амос. Фильм вышел в прокат в Соединенных Штатах 29 июня 1988 года. Эдди Мерфи играет роль Акима Джоффера, наследного принца вымышленной африканской страны Замунда, который едет в Соединенные Штаты в надежде найти женщину, которая полюбит его таким, какой он есть, а не за его статус или потому что её научили угождать ему.
Продолжение, «Поездка в Америку 2», было выпущено 4 марта 2021 года.

## Сюжет
Наследному принцу вымышленной африканской страны Замунда Акиму Джофферу исполняется 21 год. По традиции в этот день он знакомится со своей будущей женой. Также по традиции жену ему представляют — девушку, которую с рождения учили думать и вести себя, как подобает королеве. Акиму это не по нраву и он хочет найти себе невесту, которая полюбит его не за то, что он принц, а за его личные человеческие качества. Тогда он и его лучший друг (личный помощник) Сэмми решают отправиться в США в поисках невесты для будущего короля. Аким подбрасывает монетку и случай решает, что друзья должны отправиться в Нью-Йорк, а именно в район Куинс (с англ. — «Королевы»). Там в бедном доходном доме они снимают крохотную квартиру под видом бедных иностранных студентов.
Аким и Сэмми ищут знакомств по разным барам и злачным заведениям. Однажды вечером один из их соседей рекомендует им сходить на собрание в местную церковь, где Аким встречает Лизу МакДауэлл, в которую влюбляется с первого взгляда. Аким узнаёт, что Лиза работает в местном ресторане быстрого питания под названием McDowell’s, подделке McDonald's. Ресторан принадлежит её отцу, Клео Макдауэллу. Аким и Сэмми представляются африканскими студентами и устраиваются в этот ресторан работать уборщиками.
Попытки Акима завоевать любовь Лизы осложняются наличием у нее бойфренда, Дэррила, чей отец владеет торговой маркой «Soul Glo» (средством для укладки волос). Однажды без согласия Лизы Дэррил объявляет их семьям об их помолвке, что сильно расстраивает девушку. Она охладевает в чувствах к Дэррилу и идёт на свидание с Акимом, который рассказывает ей, что происходит из семьи, которая пасёт коз в Замунде.
Аким преуспевает в тяжелой работе и учится тому, как живут простолюдины. Тем временем Семми не нравится жить в слишком скромных для него условиях. Он решает обставить их скромную квартиру различной дорогой техникой, предметами роскоши и даже гидромассажной ванной. Эта выходка срывает свидание Акима с Лизой, который хотел показать девушке, как скромно они живут. Аким забирает все оставшиеся наличные деньги из квартиры и во время прогулки по городу с Лизой, жертвует их двум бездомным. Сэмми на следующий день телеграфирует королю Джаффе в Замунду и просит его выслать им больше денег. Это побуждает самого короля и весь двор приехать в Куинс.
Отец Лизы Клео поначалу не одобряет новый выбор дочери, так как считает, что «пастух» Аким недостаточно хорош для неё. Неожиданная встреча с прибывшим в Нью-Йорк королём всё меняет. Клео приходит в восторг, когда обнаруживает, что Аким на самом деле чрезвычайно богатый принц. Когда Аким обнаруживает, что его родители прибыли в Нью-Йорк, они с Лизой отправляются в резиденцию МакДауэллов, чтобы затаиться, где их приветствует Клео. После того, как связь Клео с Акимом разрушается неожиданным прибытием свиты короля Замунды, Лиза позже злится и смущается из-за того, что Аким солгал ей о себе. Аким объясняет, что хотел, чтобы она любила его таким, какой он есть, а не из-за его статуса, и даже предлагая отказаться от своего трона, но Лиза, все еще обиженная и сердитая, отказывается выходить за него замуж. Подавленный, Аким смиряется с браком по договоренности и соглашается вернуться домой по настоянию родителей. По пути в аэропорт королева Эолеон делает выговор супругу за то, что он цепляется за устаревшие традиции вместо того, чтобы думать о счастье их сына.
В королевском дворце в Замунде происходит свадебная церемония. Расстроенный Аким поворачивается к невесте, поднимает фату и обнаруживает, что перед ним стоит Лиза. После церемонии они счастливо едут в открытой карете под радостные возгласы жителей Замунды. Став свидетелем такого великолепия, Лиза одновременно удивлена и тронута тем фактом, что Аким отказался бы от этого только ради неё. Аким снова предлагает отречься от престола, если она не хочет такой жизни, но Лиза игриво отказывается.

## В ролях
- Эдди Мерфи — принц Аким Джоффер / Кларенс / Ренди Ватсон / Соул
- Арсенио Холл — Сэмми / Моррис / преподобный Браун / Трансвестит в баре
- Джеймс Эрл Джонс — его величество король Замунды Джаффе Джоффер
- Джон Эймос — Клео МакДауэлл, владелец сети бистро МакДауэлл, отец Лизы и Патриции
- Мэдж Синклер — её величество королева Замунды Эолеон
- Шэри Хидли — Лиза Макдауэлл, сестра Патриции, дочь Клео
- Эрик Ла Саль — Дерил Дженкс
- Эллисон Дин — Патриция Макдауэлл, сестра Лизы, дочь Клео
- Пол Бейтс — Оха
- Кьюба Гудинг-мл. — мальчик в парикмахерской
- Шила Джонсон — фрейлина
- Фрэнки Фэйсон — домоправитель
- Луи Андерсон — работник закусочной
- Сэмюэл Л. Джексон — грабитель в закусочной
- Ванесса Белл Кэллоуэй — Имани Иззи, невеста принца
- Джейк Стейнфилд — водитель такси
- Вонди Кёртис-Холл — разносчик на стадионе
- Элейн Каган — работница телеграфа
- Дон Амичи — Мортимер Дюк, нищий
- Ральф Беллами — Рэндольф Дюк, нищий
- Виктория Диллард — мойщица
- Фелиция Тэйлор — мойщица
- Мишель Уатли — мойщица
- Гарсель Бове — разносчица
- Стефани Саймон — разносчица
- Кэлвин Локхарт — Полковник Иззи, отец невесты принца

В актерский состав также входят: Вонди Кертис-Холл в роли продавца баскетбольных игр; Гарсель Бове в роли разносчицы роз; Виктория Диллард в роли королевской личной купальщицы; а также дебюты Рубена Хадсона в роли уличного хастлера и Кьюбы Гудинга-младшего в роли мальчика, который стрижется.
Дон Амече и Ральф Беллами повторяют свои роли Мортимера и Рэндольфа Дьюка из комедийного фильма Лэндиса и Мерфи «Поменяться местами» (1983). Фрагмент оценки торговых мест можно услышать во время сцены с ними.
По словам Холла, Paramount Pictures настояла на том, чтобы в актерском составе был белый актер. Paramount Pictures предоставила список из трех белых исполнителей, и Мерфи и Холл выбрали Луи Андерсона, потому что они знали его и любили.
Как указывалось ранее, в «Поездке в Америку» Мерфи и Холл представлены в нескольких разных ролях, разных рас и полов. После успеха этого фильма это стало основным направлением Мерфи, как видно из четырех более поздних фильмов: «Вампир в Бруклине» (1995); «Чокнутый профессор» (1996) и его продолжение (2000); и "Уловки Норбита (2007).

## Производство
«Поездка в Америку» воссоединил звезду Эдди Мерфи с режиссером Джоном Лэндисом. Двое мужчин ранее работали вместе над комедийным хитом «Поменяться местами». Лэндис вспомнил о различиях в работе с Мерфи над двумя фильмами: «Парень в „Поменяться местами“ был молод, полон энергии, любопытен, забавен, свеж и великолепен. Парень, приехавший в Америку, был свиньёй всего мира… Но я все равно думаю, что он великолепен в фильме», — сказал Мерфи:

У нас была ожесточенная стычка… Мы чуть не дошли до драки. Личности не совпадали. ... Он руководил мной в "Поменяться местами", когда я только начинал, но пять лет спустя, когда я работал над "Поездкой в Америку", он все еще обращался со мной как с ребенком. И я нанял его режиссером фильма! Я собирался сам стать режиссером, но я знал, что Лэндис только что снялся в трех дерьмовых картинах подряд и что его карьера висела на волоске после суда над "Сумеречной зоной". Я решил, что этот парень был добр ко мне, когда я снимался в "Посеняться местами", так что я бы дал ему шанс… Я старался изо всех сил помочь этому парню, а он меня облажал. Теперь у него в резюме есть хитовая фотография, фильм, который заработал более 200 миллионов долларов, в отличие от того, что он снял в пару дерьмовых фильмов - вот где я бы предпочел видеть его прямо сейчас
.
Несмотря на этот опыт, Лэндис и Мерфи снова сотрудничали шесть лет спустя в «Полицейский из Беверли-Хиллз 3».
Южноафриканский хор Ladysmith Black Mambazo поет Mbube во время вступительной части (песня, также известная как The Lion Sleeps Tonight). С тех пор группа записала несколько различных версий Mbube; однако версия, услышанная в «Поездке в Америку», не была выпущена в качестве саундтрека или на компакт-диске по состоянию на 2006 год.
Мерфи получил гонорар в размере 8 миллионов долларов за свою работу над фильмом плюс 15 % от проката фильма. Лэндис получил 600 000 долларов плюс 10 % от валовой выручки.
Визитная карточка Лэндиса / пасхалка «See You Next Wednesda» появляется на плакате, на станции метро после того, как Лиза вылетает из поезда.
Рекламная песня для фильма, также озаглавленная «Поездка в Америку», была написана и исполнена «The System».

## Релиз
Paramount отменила показ фильма для прессы после первоначальной негативной реакции на показ в Нью-Йорке.

### Кассовые сборы
Выпущенный 29 июня 1988 года компанией Paramount Pictures в Соединенных Штатах, он имел коммерческий кассовый успех как внутри страны, так и во всем мире. Фильм дебютировал на первом месте с 21 404 420$ с 2 064 кинотеатрами, что составило в общей сложности за пять дней 28 409 49$. Фильм заработал 128 152 301$ в Соединенных Штатах и в итоге собрал в общей сложности 288 752 301$ по всему миру. Это был самый прибыльный фильм студии в том году и третий по кассовым сборам фильм в прокате Соединенных Штатов.
Фильм вышел спустя месяц в Великобритании и заработал 7 712 622$ за семь недель. Вышел 2 сентября в Западной Германии, где дебютировал на первом месте с 3 715 791$ в 297 кинотеатрах. Он завершил свой прокат через 13 недель с 15 743 447$. В нескольких современных статьях говорилось, что мировой кассовый сбор фильма составил 350 миллионов долларов.

### Прием
«Поездка в Америку» получил положительные отзывы после выпуска. Сайт-агрегатор рецензий Rotten Tomatoes дает фильму оценку 72 %, основанную на отзывах 53 критиков со средним рейтингом 6,3/ 10. Критический консенсус на веб-сайте гласит: «В этот момент Эдди Мерфи полностью контролировал ситуацию, что было совершенно очевидно в том, что он выбрал направление движения Джона Лэндиса». На Metacritic фильм имеет средневзвешенный балл 47 из 100, основанный на 16 отзывах, что указывает на «смешанные или средние отзывы». Зрители, опрошенные CineMedia, дали фильму среднюю оценку «А» по шкале от A+ до F.
Шейла Бенсон из «Los Angeles Times» назвала это «пустой и утомительной сказкой об Эдди Мерфи» и сетует, «Что фильм об Эдди Мерфи дойдет до этого». Винсент Кэнби из «The New York Times» также критически отнесся к написанию, назвав его «возможно, забавной идеей». Кэнби рассматривал фильм, по сути, как романтическую комедию, но сказал, что романтические элементы провалились, и вместо этого фильм превратился в широкий фарс. У Сискеля и Эберта были смешанные мнения о фильме. Сискелю понравилась игра Мерфи и Холла, но Эберт был разочарован тем, что Мерфи не принес свою обычную более живую игру, и Эберт также критиковал неоригинальный сценарий.

### Награды
Фильм был номинирован на два «Оскара»: лучший дизайн костюмов для Деборы Надулман и лучший грим для Рика Бейкера, который разработал эффекты макияжа для нескольких второстепенных персонажей Мерфи и Арсенио Холла.

### Судебный процесс
Фильм был предметом гражданского иска Бухвальд против Paramount, который юморист Арт Бухвальд подал в 1990 году против продюсеров фильма на том основании, что идея фильма была украдена из его сценария 1982 года о богатом, деспотичном африканском властителе, который приезжает в Америку с государственным визитом. Paramount выбрал Бухвальда, и Джон Лэндис был назначен режиссером, а Эдди Мерфи — главным актером, но после двух лет разработки Paramount отказалась от проекта в марте 1985 года. В 1987 году Paramount начала работать над фильмом «Поездка в Америку» по мотивам рассказа Эдди Мерфи. Бухвальд выиграл иск о нарушении контракта, и суд постановил возместить денежный ущерб. Позже стороны урегулировали дело во внесудебном порядке, прежде чем апелляция будет передана в суд.

## Продолжение
Кинокомпания «Paramount Pictures» планировала в 2019 году начать съемки продолжения фильма, в котором главный герой узнает, что в Америке у него есть сын, и он вновь отправляется в путешествие, чтобы найти будущего наследника престола африканской страны.